# Adesmia glomerula
Adesmia glomerula är en ärtväxtart som beskrevs av Dominique Clos. Adesmia glomerula ingår i släktet Adesmia och familjen ärtväxter.

## Underarter
Arten delas in i följande underarter:
- A. g. australior
- A. g. glomerula